# Kleinpella
Kleinpella es un género de foraminífero bentónico de la familia Kleinpellidae, de la superfamilia Fursenkoinoidea, del suborden Buliminina y del orden Buliminida. Su especie tipo es Virgulina californiensis. Su rango cronoestratigráfico abarca desde el Langhiense hasta el Serravalliense (Mioceno medio).

## Discusión
Clasificaciones previas hubiesen incluido Kleinpella en el suborden Rotaliina del orden Rotaliida.
Inicialmente se incluyó en la subfamilia Caucasininae, de la familia Caucasinidae, de la superfamilia Delosinoidea.

## Clasificación
Kleinpella incluye a las siguientes especies:
- Kleinpella californiensis
- Kleinpella delmonteensis